# Rocha Forte-várrom
A Rocha Forte-várrom (más néven Castillo de los Churruchaos) egy középkori vár romja a spanyolországi Galiciában, A Coruña tartományban. Fénykorában, a 12. és 15. század között Galicia legnagyobb és legjelentősebb várának számított. Jelentősebb régészeti feltárása a 21. században történt meg, ma szervezett látogatások keretében tekinthető meg.

## Története
A várat a 13. század közepe táján építtette Xoán (Juan) Arias Santiago de Compostela-i érsek, eredetileg lakóépületnek. A város külterületén, ahol a vár felépült, korábban több ősi település is létezett, és itt vezetett át a 19. számú római út is, ami Bragát Lugóval kötötte össze. Helyzetének köszönhetően a vár hamarosan fontos ellenőrzőpontjává vált az érseki központot a tengerrel összekötő utaknak, így nem csak az érsek ideiglenes lakhelyéül, de vámszedőhelyként és igazgatási központként is szolgált.
A 14. század elején, amikor Berenguel de Landoirát a pápa érsekké nevezte ki, de a kinevezést a városi polgárok nem akarták elismerni, már egyértelműen katonai célokra: a város megtámadására használták a várat. A sikeres ostrom és az érseki szék tényleges elfoglalása után De Landoira átépíttette, megerősíttette a várat.
1466-ban, az Irmandiño-felkelés során a felkelők megostromolták és elfoglalták a várat. A lassan egyre pusztuló épület köveit ezután széthordták az emberek más építkezésekhez, így egy évszázad múltán a föld felszínén már szinte semmi nem látszott az egykori várból.
A 19. század során számos „kincskereső” kutatta a romokat, de károkat okozott benne az 1873-ban felavatott vasútvonal építése is, mivel a vonal áthaladt a területen, 1962-ben pedig egy távvezetékoszlopot állítottak fel a várrom belsejében. A 20. században azonban már a tudósok érdeklődését is felkeltette: az 1930-as években jelentek meg az első régészek a területen, bár jelentős feltárásokat nem végeztek. Ez az állapot egészen a 21. század elejéig fennmaradt, ekkor kezdődtek meg a legnagyobb szabású régészeti feltárások az Oktatási, Kulturális és Sportminisztérium támogatásával.

## A romok

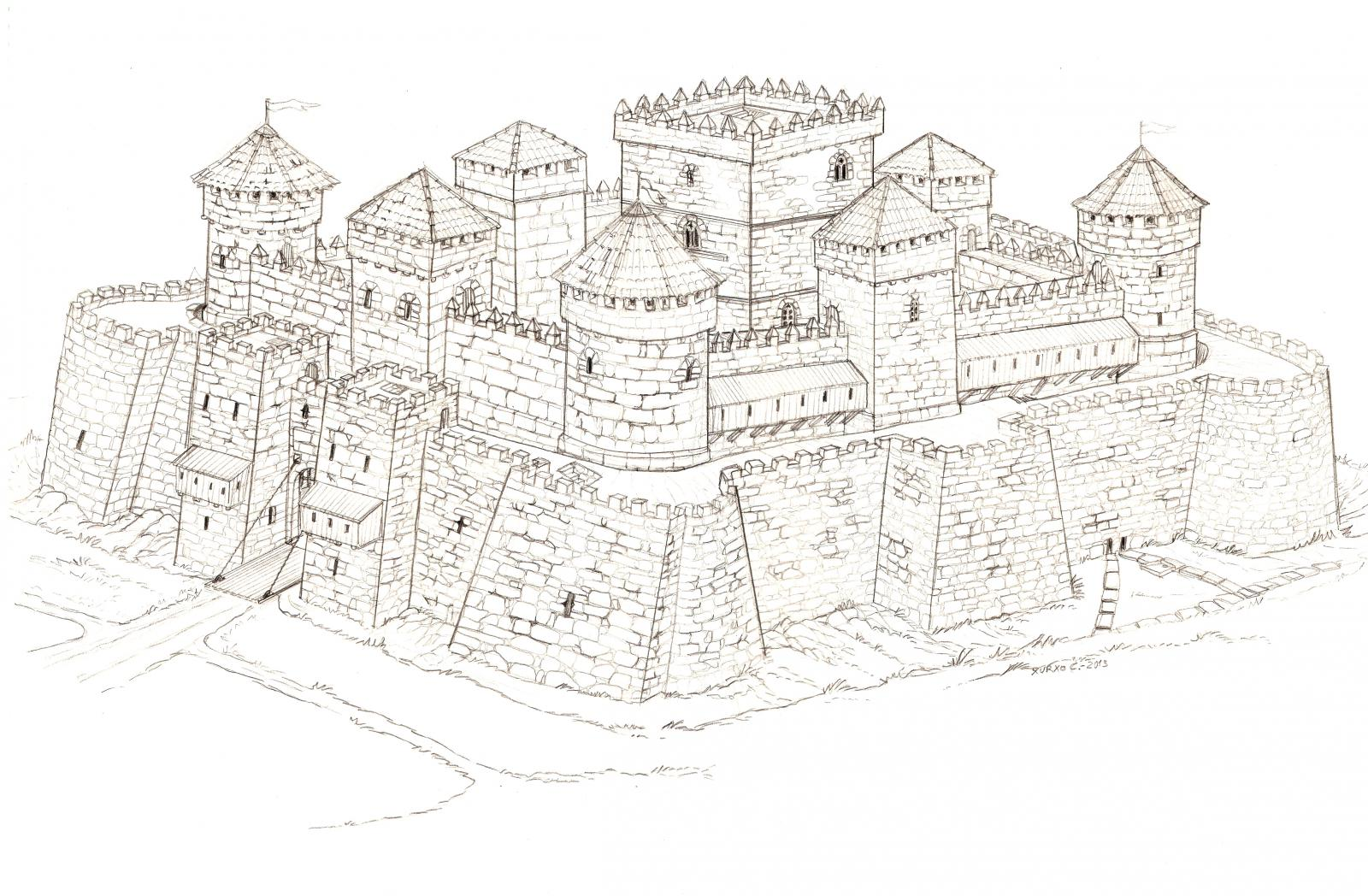
Így nézhetett ki a vár

A gótikus stílusban épült várat korábban három fal övezte, ebből mára kettőnek a maradványai láthatók. A belső várfalhoz csatlakozóan kilenc, csipkés oromzatú őrtorony állt: a sarkokon kerek, az oldalak mentén téglalap alaprajzúak. A középpontban egy ezeknél jóval nagyobb, szintén téglalap alaprajzú torony állt, ez szolgált a vár igazgatási központjául. Bár valószínűleg ez volt a korabeli Galicia legmagasabb vártornya, ma már csak az alapzat maradványai látszanak belőle.
A várban nem csak katonák, hanem civilek is éltek. A lakók számára kiépítettek egy kutat, egy egész vízvezetékrendszert, élelmiszerraktárakat, egy kápolnát, a lovak és egyéb állatok számára istállókat, valamint voltak a begyűjtött adókból származó pénz őrzésére szolgáló helyiségek is. A feltárások során nem csak a vár ostromában részt vett hajítógépek lövedékeit (kőgolyókat) találták meg, hanem a lakók mindennapi használati tárgyait, például kerámiákat is.

## Képek

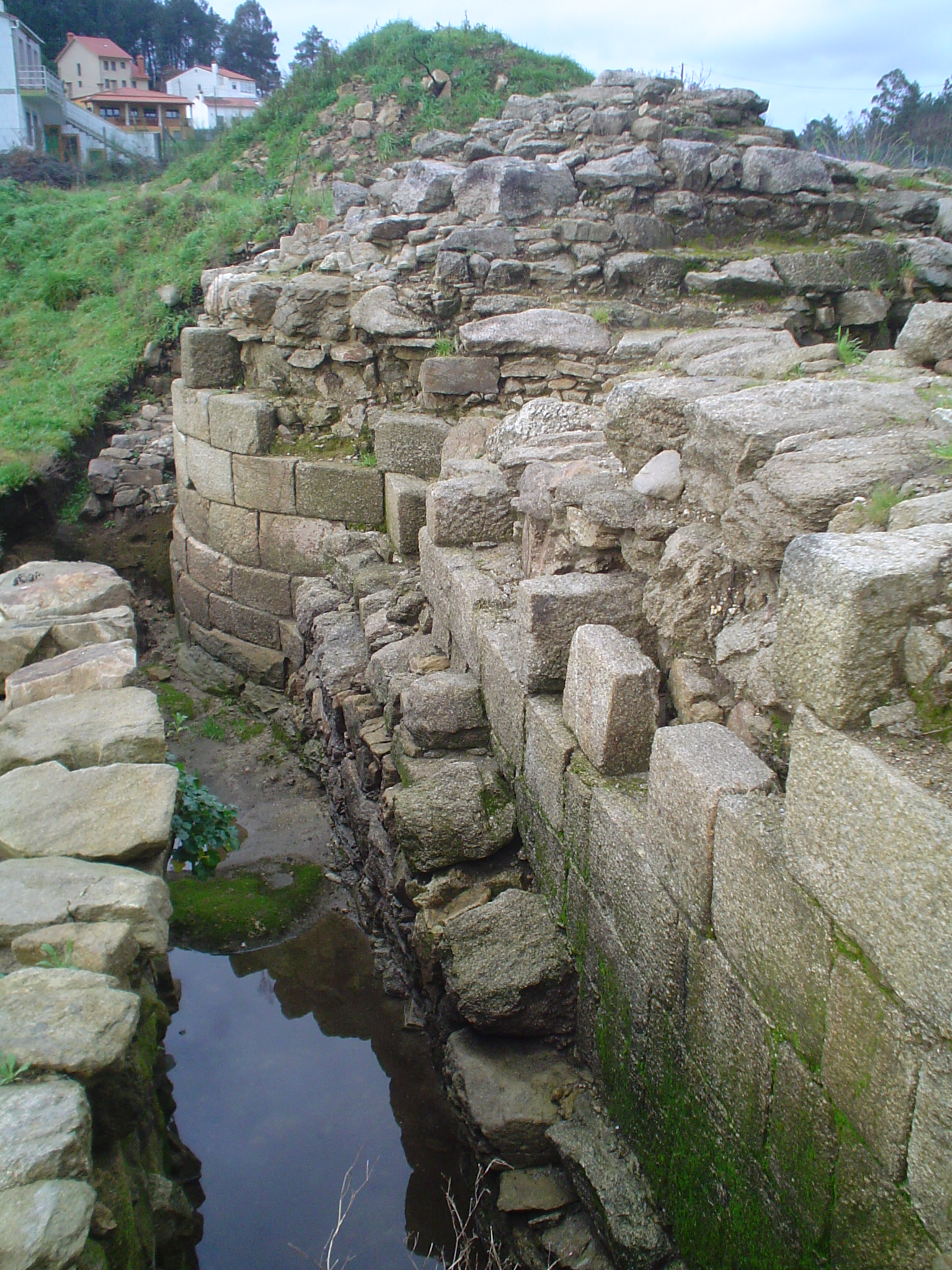
A nyugati fal és torony maradványa
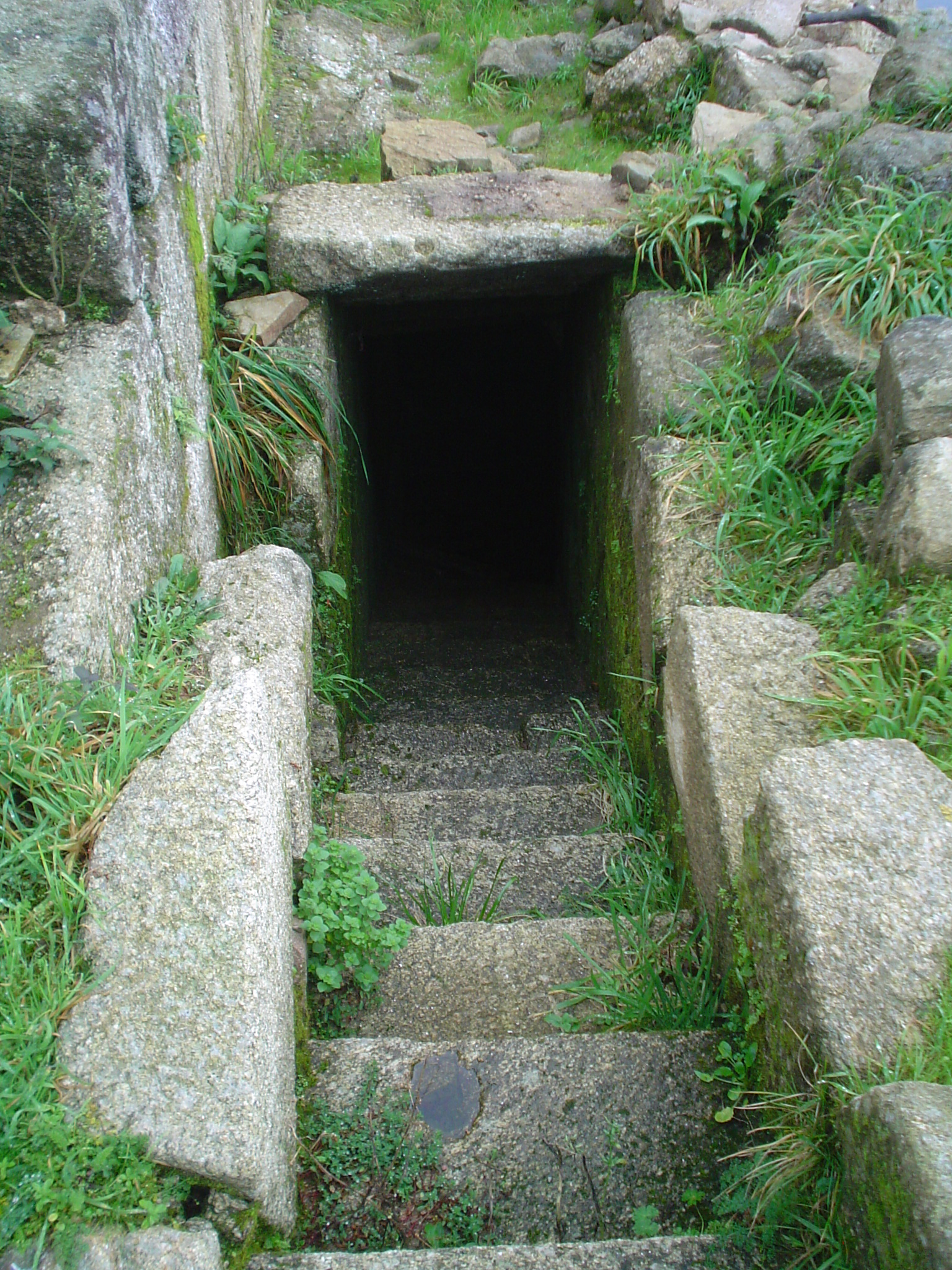
Lépcső a nyugati oldalon
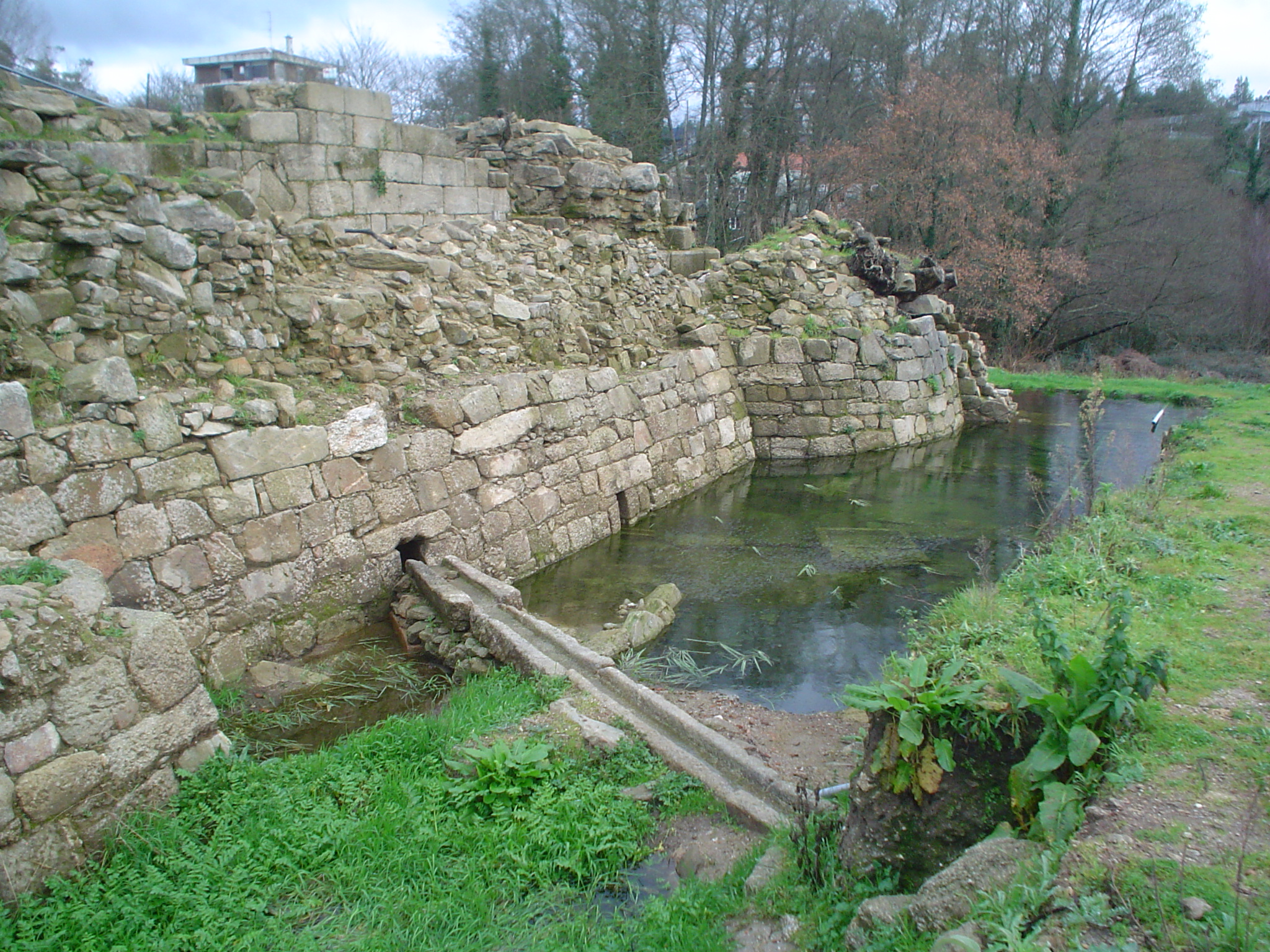
Vízelvezető csatorna
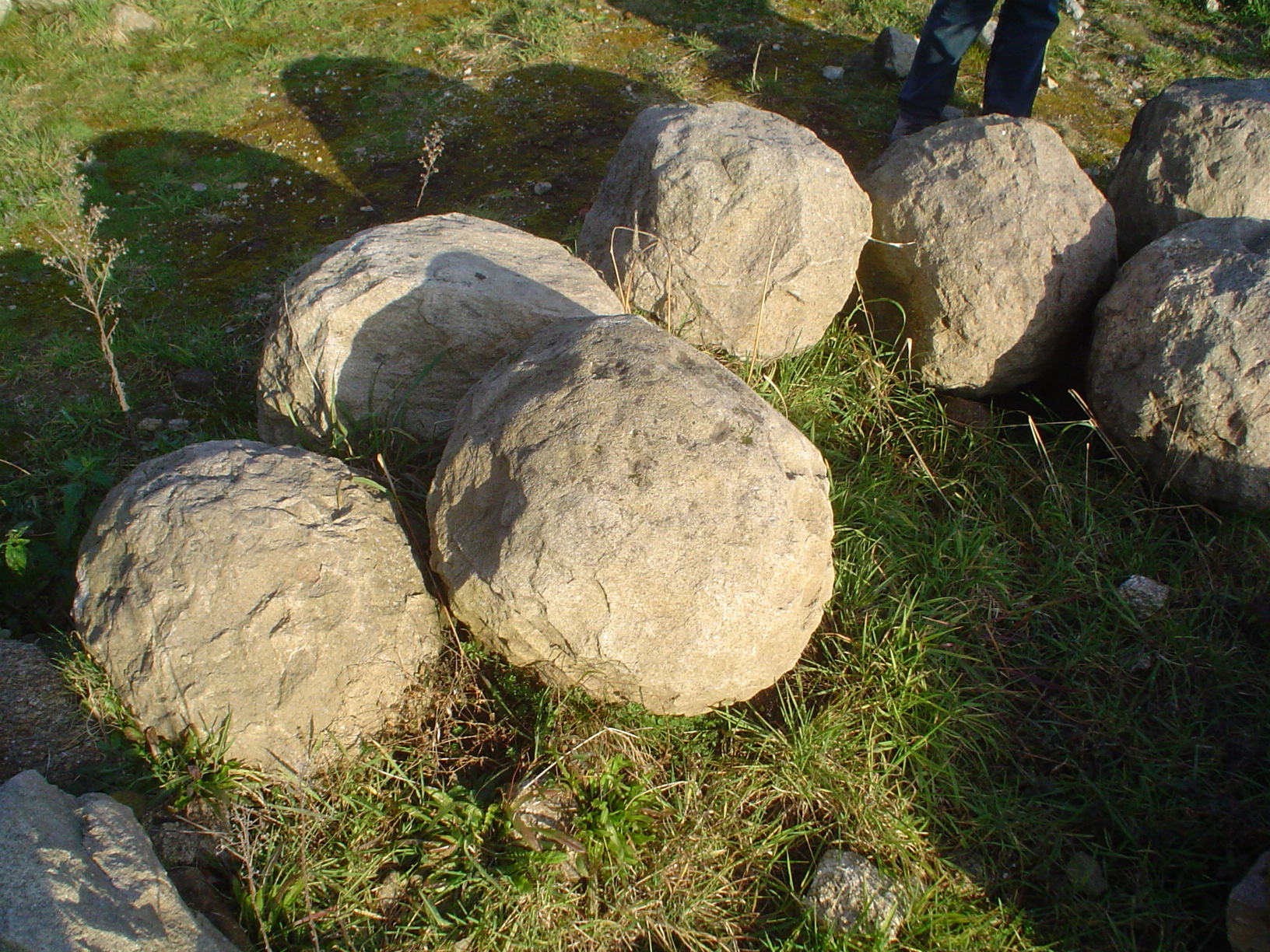
A várban talált hajítógép-lövedékek